# Antonín Kinský
Antonín Kinský (Praga, 31 de maio de 1975) é um ex-futebolista tcheco que atuava como goleiro.

## Carreira

### Clubes
Começou em 1994, no Dukla (futuro Marila Příbram, onde atuaria até 1996).
Jogou também pelo Slovan Liberec, cujas boas atuações o fizeram ser convocado pela primeira vez para a Seleção Tcheca e também o levaram a ser contratado pelo Saturn, ultimo clube da carreira profissional.

## Seleção Tcheca
Kinský estreou na Seleção Tcheca em 2003. Foram seis partidas pela equipe, sempre como "tapa-buraco", e acabou disputando a Eurocopa 2004 e a Copa de 2006, ambas como terceiro goleiro (Petr Čech era o titular e Jaromír Blažek, seu substituto imediato). Chateado com a condição de ser apenas uma terceira opção, Kinský, que não foi convocado para a Eurocopa 2008, acabaria deixando a Seleção Tcheca ainda em 2006.